# Isalus
Isalus es un género de plantas herbáceas perteneciente a la familia de las poáceas. Es originario de Madagascar.
Algunos autores lo incluyen en el género Tristachya.

## Especies
- Isalus betsileensis
- Isalus humbertii
- Isalus isalensis